# Joaquín Víctor González (Salta)
Joaquín Víctor González ist die Hauptstadt des Departamentos Anta in der Provinz Salta im Nordwesten Argentiniens. Sie ist von der Provinzhauptstadt Salta über die Ruta Nacional 34 erreichbar.